# 朱祐棆
岐惠王朱祐棆（1478年11月12日—1501年12月2日），明憲宗第五子、母孝惠皇后邵氏。成化二十三年（1487年）受封岐王。弘治八年（1495年）就藩德安府，弘治十四年（1501年）十月去世，满23岁，諡岐惠王。
岐惠王妃为中兵马指挥王洵女，弘治六年四月十八日（1493年5月3日）封妃，十四年七月初八日（1501年7月22日）薨，与岐惠王合葬于京城西山之原。岐惠王无子，国除。有两女。皇太后怜岐惠王两女早孤，接入宫中。其中次女在弘治十六年（1503年）夭折，因此葬于其父陵寝之侧。